# 公孫痤巴士烈介
公孫痤巴士烈介（学名：Basslerites kungosuntsoi）为粗面介科巴士烈介屬下的一个种。